# Subsonique

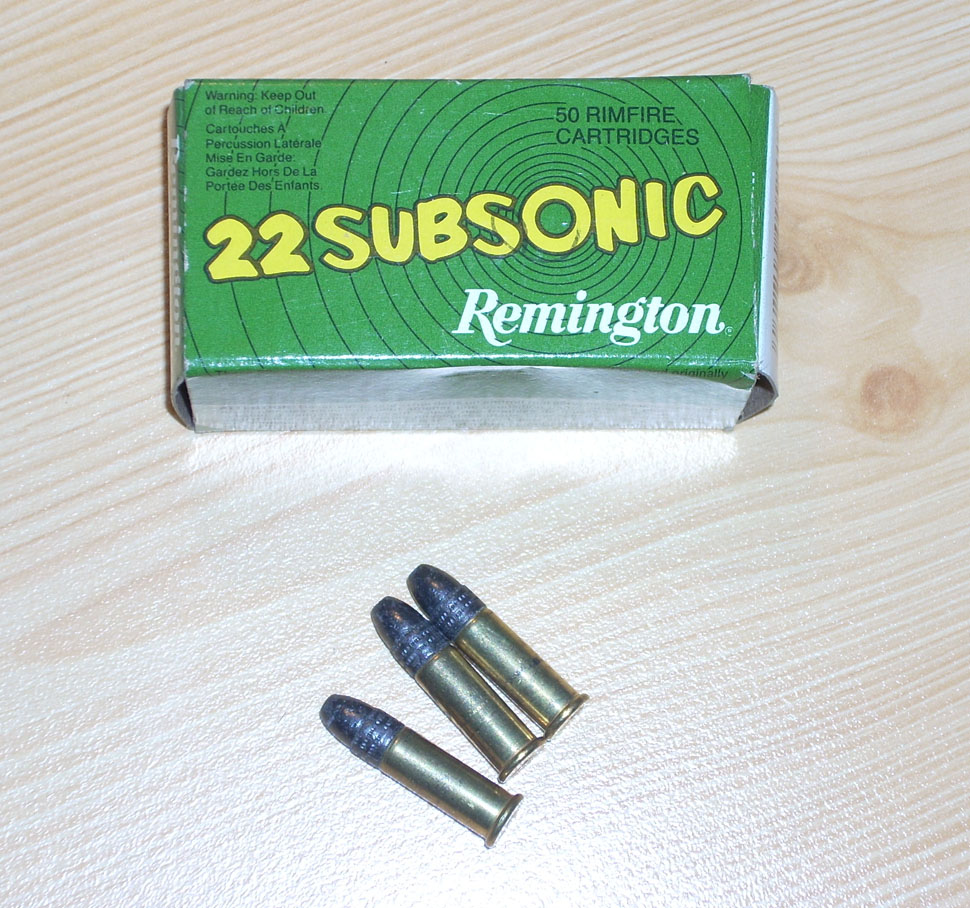
22 Long Rifle Remington Subsonic hollowpoint ammunition.

Un écoulement fluide autour d'un obstacle est en régime subsonique lorsque le nombre de Mach est inférieur au Mach critique qui correspond à l'apparition d'une onde de choc.

## Approximation incompressible
Le nombre de Mach mesure l'importance de la compressibilité du fluide qui peut donc être négligée lorsqu'il est suffisamment petit (la limite 0,3 est généralement utilisée). Dans ces conditions, un obstacle profilé est soumis à plusieurs forces :
- une portance liée à l'apparition de tourbillons qui stabilisent l'écoulement ;
- une traînée induite par la portance ;
- une traînée de frottement.

Les coefficients de portance et de traînée induite, respectivement {\displaystyle C_{z0}\,} et {\displaystyle C_{x0}\,}, dépendent essentiellement des profils des sections de l'obstacle et de l'incidence. Le coefficient de traînée de frottement créée dans la couche limite, {\displaystyle C_{xf}\,}, dépend essentiellement de la viscosité par le nombre de Reynolds et de l'incidence.

## Cas général
Lorsque la compressibilité est prise en compte, elle intervient par le nombre de Mach {\displaystyle M\,}. Grâce à l'affinité de Prandtl-Glauert, les valeurs des coefficients deviennent alors
Ces formules montrent que, pour Mach 0,3, l'erreur due à l'hypothèse incompressible est de l'ordre de 5 %. Selon celles-ci, une vitesse sonique conduirait à des forces infinies, le véritable mur du son. En réalité, dès que le Mach critique est franchi, l'écoulement devient transsonique. Les phénomènes, beaucoup plus compliqués qu'en subsonique et en supersonique, permettent en particulier de limiter l'augmentation de la traînée.